# The Phantom of the Opera (bài hát)
"The Phantom of the Opera" là một bài hát trong vở nhạc kịch cùng tên năm 1986. Nó được sáng tác bởi Andrew Lloyd Webber, với phần lời được viết bởi Charles Hart và Richard Stilgoe, và phần lời bổ sung của Mike Batt. Bài hát ban đầu được thu âm bởi Sarah Brightman và Steve Harley, đã trở thành một đĩa đơn ăn khách của Vương quốc Anh vào năm 1986, trước vở nhạc kịch. Trong lần đầu ra rạp, nó được hát bởi Brightman và Michael Crawford trong vai Christine Daaé và Bóng ma của họ.

## Phiên bản Sarah Brightman và Steve Harley
Vào tháng 1 năm 1986, bản thu âm gốc của "The Phantom of the Opera" được phát hành dưới dạng đĩa đơn để quảng cáo cho vở nhạc kịch cùng tên sắp ra mắt. Bản song ca được thực hiện bởi Sarah Brightman và Steve Harley. Bài hát đã lọt vào top 10 bảng xếp hạng Vương quốc Anh, đạt vị trí thứ 7 và trụ 10 tuần trong bảng xếp hạng.

### Xếp hạng
| Bảng xếp hạng (1986)     | Vị trí cao nhất |
| ------------------------ | --------------- |
| European Hot 100 Singles | 39              |
| Ireland Singles Chart    | 11              |
| UK Singles Chart         | 7               |

## Các phiên bản khác
Bài hát cũng đã được thu âm bởi ban nhạc symphonic metal Phần Lan Nightwish trong album Century Child năm 2002 của họ, với giọng hát của các thành viên ban nhạc Marco Hietala và Tarja Turunen.